# Olfert Dapper
Pour les articles homonymes, voir Dapper.
Olfert Dapper, né à Amsterdam en janvier 1636 (baptisé le 6 janvier 1636) et mort dans la même ville le 29 décembre 1689, est un humaniste néerlandais qui étudia et décrivit avec soin plusieurs contrées lointaines, bien qu'il n'ait jamais lui même voyagé hors de son pays natal.

## Biographie
Olfert Dapper est né en Janvier 1636, dans le quartier Jordaan à Amsterdam.
Au cours de sa vie, cet humaniste n'a jamais quitté les Pays-Bas, où il meurt le 29 décembre 1689 . Dapper publie dès 1663 une description historique d'Amsterdam. Participant à un courant d'activité éditoriale qui se développe à Amsterdam, Dapper a un peu plus de trente ans lorsqu'il entreprend des recherches géographiques auxquelles il se consacre jusqu'à la fin de ses jours. Il se lance dans une vaste entreprise en abordant successivement I'Afrique (1668), la Chine (1670), la Perse et la Géorgie (1672), l'Arabie (1680), etc.
Son ouvrage le plus connu demeure aujourd'hui sa Description de l'Afrique, dont il existe deux éditions hollandaises datées de 1668 et de 1676, publiées par le graveur Jacob van Meurs. Deux ans après la première publication, l'Anglais John Ogilby fait paraître une traduction infidèle. La traduction française est publiée en 1686.
Pour rédiger son ouvrage sur l'Afrique, Dapper a consulté, pendant environ trois ans, un nombre important d'ouvrages d'histoire, de géographie, et des récits de voyage. Mais il parvient surtout à réaliser une synthèse intéressante des documents consultés. Même si parfois certaines données doivent être examinées avec prudence, la Description de l'Afrique constitue, aujourd'hui encore, un ouvrage fondamental pour les africanistes.
En effet, Dapper, loin de porter un jugement de valeur sur les sociétés décrites et en évitant ainsi les connotations ethnocentriques, fut le premier à s'appuyer sur une démarche interdisciplinaire associant étroitement la géographie, l'économie, la politique, la médecine et l'étude des mœurs. Contrairement à certains de ses contemporains, Dapper n'a pas rédigé un ouvrage de curiosités exotiques, mais une œuvre pour la postérité.

## Œuvres
- Description de l'Afrique contenant les noms, la situation & les confins de toutes ses parties, leurs rivières, leurs villes & leurs habitations, leurs plantes & leurs animaux : les mœurs, les coutumes, la langue, les richesses, la religion & le gouvernement de ses peuples : avec des cartes des États, des provinces & des villes, & des figures en taille-douce, qui représentent les habits & les principales cérémonies des habitants, les plantes & les animaux les moins connus, W. Waesberge, Boom et Van Someren, Amsterdam, traduction française de 1686 (édition originale 1668)

- Description exacte des îles de l'Archipel et de quelques autres adjacentes dont les principales sont Chypre, Rhodes, Candie, Samos, Chios (…), traduit du flamand, Amsterdam, Georges Gallet, 1703[2].

Ses deux livres sont particulièrement recherchés par les bibliophiles.

## Postérité
Un musée parisien consacré aux arts africains porte son nom, le Musée Dapper.